# 內幌町
內幌町（日语：〔〕／ Naihoro chō */?）是日本統治下的樺太廳本斗郡的已不存在的一町。
名稱來自於阿伊努語的「nay-poro」（大河）。